# 巴尔德斯蒂利亚斯
巴尔德斯蒂利亚斯（西班牙語：Valdestillas），是西班牙卡斯蒂利亚-莱昂巴利亚多利德省的一个市镇。总面积36平方公里，总人口1576人（2001年），人口密度44人/平方公里。